# Мождивњак
Мождивњак (мкд. Мождивњак) је насеље у Северној Македонији, у крајње североисточном делу државе. Мождивњак је у оквиру општине Крива Паланка.

## Географија
Мождивњак је смештен у крајње североисточном делу Северне Македоније. Од најближег већег града, Куманова, село је удаљено 60 km источно.
Село Мождивњак се налази у историјској области Славиште. Насеље је положено у долини, Криве реке, а подно Осоговских планина, на око 590 метара надморске висине.
Месна клима је континентална.

## Становништво
Мождивњак је према последњем попису из 2002. године имао 770 становника. Од тога огромну већину чине етнички Македонци (100%).
Претежна вероисповест месног становништва је православље.